# ويلفريد جيبسون
ويلفريد جيبسون (بالإنجليزية: Wilfred Gibson)‏ هو عازف كمان بريطاني، ولد في 28 فبراير 1942، وتوفي في أكتوبر 2014.

## وصلات خارجية
- الموقع الرسمي
- ويلفريد جيبسون على موقع IMDb (الإنجليزية)
- ويلفريد جيبسون على موقع ميوزك برينز (الإنجليزية)
- ويلفريد جيبسون على موقع أول ميوزيك (الإنجليزية)
- ويلفريد جيبسون على موقع ديسكوغز (الإنجليزية)